# Trynidad i Tobago na Letnich Igrzyskach Olimpijskich 1968
Trynidad i Tobago na Letnich Igrzyskach Olimpijskich 1968 reprezentowało 19 zawodników, tylko mężczyzn.

## Skład kadry

### Kolarstwo
Mężczyźni
- Roger Gibbon

Sprint - odpadł w szóstej rundzie
Time Trial 1000 metrów - 5. miejsce
- Leslie King - sprint - odpadł w szóstej rundzie
- Vernon Stauble - wyścig indywidualny na dochodzenie - 19. miejsce
- Robert Farrell, Phillip Richardson, Salim Mohammed, Noel Luces - wyścig drużynowy na dochodzenie - odpadł w eliminacjach

### Lekkoatletyka
Mężczyźni
- Ron Monsegue - 100 metrów - odpadł w eliminacjach
- Edwin Roberts - 200 metrów - 4. miejsce
- Winston Short - 200 metrów - odpadł w ćwierćfinałach
- George Simon - 400 metrów - odpadł w eliminacjach
- Ben Cayenne - 800 metrów - 8. miejsce
- Raymond Fabien, Winston Short, Carl Archer, Edwin Roberts - 4 × 100 metrów - odpadli w półfinałach
- George Simon, Ben Cayenne, Euric Bobb, Edwin Roberts - 4 × 400 metrów - 6. miejsce

### Pływanie
Mężczyźni
- Geoffrey Ferreira - 100 metrów st. dowolnym - odpadł w eliminacjach

### Podnoszenie ciężarów
Mężczyźni
- Hugo Gittens - waga lekka - 16. miejsce

### Strzelectwo
Mężczyźni
- Bertram Manhin - pistolet 50 m - 38. miejsce
- Hugh Homer - karabin małokalibrowy, 50 m, leżąc - 65. miejsce